# Coloninae
Coloninae (лат.) — подсемейство жесткокрылых насекомых из семейства Leiodidae. Одно из самых менее изученных семейств жуков-полифагов на территории России.

## Систематика
Семейство, лейодиды, потерпело значительные изменения, зарубежные и отечественные авторы объединяли (а некоторые включают и до сих пор) жуков подсемейств Cholevinae и Coloninae в отдельное семейство Catopidae.